# Cheers to the Best Memories
Cheers to the Best Memories è il mixtape collaborativo del duo musicale canadese Dvsn e del cantante statunitense Ty Dolla Sign, pubblicato nel 2021.

## Tracce
1. Memories – 2:45
2. Don't Say a Word – 3:31
3. Can You Take It (Interlude) – 1:49
4. Outside – 3:09
5. Can't Tell (featuring YG) – 3:27
6. Somebody That You Don't Know (featuring Rauw Alejandro) – 2:56
7. Fight Club – 2:19
8. Rude (Ty Dolla Sign Interlude) – 1:38
9. Better Yet (Dvsn Interlude) – 2:34
10. Wedding Cake – 4:07
11. I Believed It (featuring Mac Miller) – 4:07